# Sylvie Noachovitch
 (février 2025).
Si vous disposez d'ouvrages ou d'articles de référence ou si vous connaissez des sites web de qualité traitant du thème abordé ici, merci de compléter l'article en donnant les références utiles à sa vérifiabilité et en les liant à la section « Notes et références ».
Sylvie Noachovitch, née le 14 mars 1964 à Montmorency, est une avocate et chroniqueuse de télévision française.
Elle est adjointe au maire d'Enghien-les-Bains et s'est présentée plusieurs fois aux élections législatives dans le Val-d'Oise, sous l'étiquette UDF puis celle de l'UMP.

## Carrière

### Avocate
En 1986, Sylvie Noachovitch obtient une maîtrise en droit des affaires, mention carrières judiciaires et, en 1988, un DEA en droit des affaires. Le 23 janvier 1989, elle prête serment et devient avocate, après avoir préparé le CAPA à l'IEJ de l'université Paris II-Assas et suivi les cours de formation d’élève avocat au CFRPA de Paris.
En 1990, elle crée son cabinet à Enghien-les-Bains et, en 1997, en crée un second dans le 16e arrondissement de Paris. En 2016, elle obtient un certificat de spécialisation en droit pénal auprès du Conseil national des barreaux.
Elle a plaidé dans plusieurs affaires médiatisées :
En 1994, elle représente, en qualité de partie civile, les enfants et petits-enfants de Chapour Bakhtiar, dernier Premier ministre du shah d'Iran, assassiné à son domicile le 7 août 1991.
En 1996, elle représente Raphaël Maillant, condamné le 14 mars 1997 par la cour d'assises d'Épinal à 17 ans de réclusion pour le meurtre de son ex-petite amie, Valérie Bechtel. Accusé par son meilleur ami Yann Bello d'avoir tué la jeune femme au cours d'un cambriolage qui a mal tourné, Maillant a toujours nié avoir commis ce crime. Sylvie Noachovitch assiste Raphaël Maillant dans sa demande de révision rejetée. Cette affaire a fait l'objet d'un documentaire intitulé Ils ont dit coupable…, réalisé par Philippe Pichon et diffusé sur France 2 le 26 octobre 2006. En octobre 2011, à la suite du meurtre de Charlène Bello en juillet 2011 dont le principal suspect est Yann Bello, ancien ami de Raphaël Maillant, elle dépose une nouvelle requête en révision du procès. Le 4 juillet 2014, la Commission de révision des condamnations pénales accepte la saisine de la Cour de révision mais le 24 septembre 2015, la requête est rejetée.
En 1997, elle assure la défense des intérêts de l'ancien directeur de cabinet d'Alain Carignon dans l'affaire Dauphiné News.
En 2002, elle assure la défense en appel de Florent Brissot, condamné initialement à 10 ans de prison en 2001 et finalement acquitté en 2002.
Depuis 2008, elle représente les intérêts d'Omar Raddad, qui demande la révision de son procès dans l'affaire du meurtre de Ghislaine Marchal en 1991. En 2014, elle obtient la réouverture du dossier et Eric Bedos du parquet de Nice ordonne une expertise afin que des prélèvements ADN soient réalisés sur certains scellés. En 2016, l'analyse de ces prélèvements révèle la présence de 4 ADN différents de celui d’Omar et mélangés au sang de la victime dans la fameuse phrase « Omar m'a tuer ». En 2021, Maître Sylvie Noachovitch dépose auprès de la commission d’instruction de la Cour de révision une requête en révision du procès, et obtient le 16 décembre 2021 un supplément d'information. Le 19 mai 2022, la commission d’instruction de la Cour de révision ordonne un nouveau supplément d’informations dont l’audition de témoins et renvoie l’affaire au 15 septembre 2022.
En 2009, elle obtient l'acquittement des frères Snatah dans un arrêt rendu par la cour d'assises de Dijon.
En 2013, elle assiste Lucie Dalmasso, accusée d’avoir commandité le meurtre de son père perpétré par son petit ami de l’époque. Maître Sylvie Noachovitch a obtenu son non-lieu par la chambre d’instruction de la cour d’appel d’Aix-en-Provence. Elle se constitue partie civile et est reconnue comme victime par la Cour d’assises des Alpes Maritimes, qui a rendu un arrêt de condamnation contre l’ex petit ami, auteur du meurtre de Christophe Dalmasso et le condamne à la réclusion criminelle à perpétuité. Ce jugement est rendu par contumace puisque le meurtrier s’est enfui dès qu’il a été placé sous contrôle judiciaire, en cours d’instruction.
En 2020, elle représente une patiente de l’Hôpital américain de Neuilly-sur-Seine, violée par un infirmier alors qu’elle était sous l’empire de médicaments qu’il lui avait administrés. L’infirmier a été condamné à 14 ans de réclusion criminelle par la Cour d’assises des Hauts-de-Seine. Il a également l’interdiction d’exercer toute profession médicale ou paramédicale. Maître Sylvie Noachovitch a également obtenu une mesure de suivi socio-judiciaire à la sortie de prison, avec une injonction de soin et l’interdiction de rentrer en contact avec la victime.
En 2022, elle représente Mamadou Diallo, accusé du meurtre en 2008 de Catherine Burgod dans un bureau de poste à Montréal-la-Cluse. Ce n’est qu’en 2018 que son ADN était comparé aux traces trouvées dans le bureau de poste. L’enquête, qui se concentrait sur la piste de Gérald Thomassin, acteur toxicomane vivant en face de la poste, s’était alors orientée exclusivement sur Mamadou Diallo, d’autant plus que Gérald Thomassin disparaissait en 2019 le jour de sa confrontation avec Mamadou Diallo. Maître Sylvie Noachovitch a pourtant démontré que la présence de Mamadou Diallo sur les lieux ne faisait pas de lui le coupable. Sylvie Noachovitch a obtenu son acquittement par la Cour d’assises de l’Ain. Le parquet avait requis 30 ans et a fait appel. Une date d’audience en appel est attendue.
En juillet 2022, elle représente la famille d'Adélissa Mujanovic, une jeune femme de 21 ans étranglée par son conjoint. Sylvie Noachovitch obtient sa condamnation par la Cour d’assises du Doubs à 24 ans de réclusion criminelle ainsi que la perte de ses droits parentaux sur sa fille, âgée de 13 mois au moment des faits.

### Médias
Sylvie Noachovitch est connue pour ses participations à l'émission Sans aucun doute sur TF1 de septembre 2003 à mars 2007, puis de nouveau de septembre 2013 à août 2014 sur TMC et à l'émission Ça peut vous arriver sur RTL, en tant qu'avocate et chroniqueuse. À partir de novembre 2020, elle intervient deux ou trois fois par semaine dans la version télévisée de Ça peut vous arriver, diffusée du lundi au vendredi en fin de matinée sur M6.
Elle a participé régulièrement aux émissions de TF1 Les Sept Péchés capitaux et Le Quiz, toutes deux animées par Julien Courbet. Elle a également participé à d'autres programmes comme Le Droit de savoir, C'est au programme, Ça se discute ou encore Confessions intimes.
En septembre 2014, elle suit Julien Courbet qui quitte TMC pour D8 et devient chroniqueuse occasionnelle dans l'émission Touche pas à mon poste !
Le 27 janvier 2017, elle rejoint l'émission Faut pas abuser également présentée par Julien Courbet sur C8. Ensuite, à compter de septembre 2017, elle intervient régulièrement dans l'émission C'est que de la télé !, toujours présentée par Julien Courbet sur C8.

### Politique
En 2001, Sylvie Noachovitch est élue conseillère municipale de la commune d'Enghien-les-Bains.
Elle se porte candidate UDF à l'élection législative de 2002 dans la septième circonscription du Val-d'Oise. Au premier tour, elle arrive quatrième avec 7,27 % des voix.
En juin 2007, elle est candidate UMP à l'élection législative dans la huitième circonscription du Val-d'Oise, face au député PS sortant Dominique Strauss-Kahn. Après être arrivée en tête au premier tour avec 37,4 % des voix, elle est battue au second tour, avec 44,5 % des voix,.
Quelques mois plus tard, à la suite de la démission de Dominique Strauss-Kahn, parti diriger le FMI, une élection législative partielle est organisée dans la circonscription. Cette élection arrive après les émeutes fin novembre de Villiers-le-Bel, l'une des trois communes (avec Sarcelles et Garges-lès-Gonesse) composant la circonscription électorale. Sylvie Noachovitch, à nouveau investie par l'UMP, est battue au second tour par François Pupponi, maire socialiste de Sarcelles, avec 45,66 % des voix, dans une élection marquée par une très forte abstention (74 % et 69 %).
Lors de l'élection municipale de 2008, elle conduit une liste UMP à Villiers-le-Bel, qui est battue dès le premier tour par la liste du maire sortant, Didier Vaillant (PS). Elle obtient 38,48 % des suffrages exprimés, alors que la liste d'union de la gauche en obtient 61,32 %. Elle siège ensuite comme conseillère municipale d'opposition : en août 2008, elle déclare vouloir arrêter la politique, en raison notamment des épisodes éreintants qu'elle a vécus.
En 2014, elle redevient conseillère municipale de la majorité à Enghien-les-Bains, où elle devient adjointe au maire, déléguée au Tourisme et au Thermalisme.

## Polémique
Le 13 juin 2007, durant la campagne de l'entre-deux-tours de la campagne législative de 2007, Le Canard enchaîné rapporte que, lors d'un délibéré du jury d'un prix littéraire dont elle est membre, le prix du comte de Monte-Cristo, Sylvie Noachovitch aurait déclaré, alors que la conversation portait sur la réputation de « séducteur » de Dominique Strauss-Kahn : « Moi, mon mari peut dormir tranquille. Dans ma circonscription, il n'y a que des Noirs et des Arabes. L'idée de coucher avec l'un d'entre eux me répugne. » Deux jours après la parution de l'article du Canard enchaîné, la candidate est agressée sur le marché de Sarcelles.
Elle porte plainte contre le journaliste Nicolas Poincaré qui avait confirmé la tenue des propos que lui prêtait Le Canard enchaîné : relaxé en première instance, Nicolas Poincaré est condamné en appel pour avoir manqué de prudence dans l'expression,.
Sylvie Noachovitch attaque également Le Canard enchaîné en diffamation, mais finit par retirer sa plainte en février 2010, avant la tenue du procès. L'hebdomadaire poursuit alors l'avocate pour procédure abusive, mais il est débouté.
Ces propos supposés lui valent d'être primée par l'association Les Indivisibles d'un Y'a bon Award en 2009.

## Publications
- Sylvie Noachovitch et Claude Alexi, L'Avocate et le Voyant, Éditions Michel Lafon, 2000 (ISBN 978-2-8409-8523-5).
- Sylvie Noachovitch et Georges Fenech, Omar Raddad, un combat pour la vérité, Éditions du Rocher, 2022, 180 p. (ISBN 978-2-2681-0781-3).